# Narodni park vulkanov
Narodni park vulkanov je narodni park v severozahodni Ruandi. Obsega 160 km² deževnega gozda in obsega pet od osmih vulkanov v gorovju Virunga, in sicer Karisimbi, Bisoke, Muhabura, Gahinga in Sabyinyo. Meji na narodni park Virunga v Demokratični republiki Kongo in narodni park goril Mgahinga v Ugandi. Je dom gorske gorile in zlate opice, bil pa je tudi baza primatologinje Diane Fossey.

## Zgodovina
Park je bil leta 1925 prvič definiran kot majhno območje, ki so ga omejevali vulkani Karisimbi, Bisoke in Mikeno, namenjeno zaščiti goril pred divjimi lovci. To je bil prvi narodni park, ki je bil ustanovljen v Afriki. Leta 1929 so meje parka razširili še v Ruandi in v Belgijski Kongo, da bi oblikovali Albertov narodni park, ogromno območje 8090 km², ki so ga upravljale belgijske kolonialne oblasti, ki so bile zadolžene za obe koloniji. Leta 1958 je bilo 700 ha parka onamenjenih človeškemu naselju
Med letoma 1969 in 1973 je bilo 1050 hektarjev parka izkrčenih za gojenje bolhača. 
V 1970-ih in 1980-ih je bilo avtohtono ljudstvo Batwa neprostovoljno preseljeno iz Narodnega parka vulkanov.
Park je pozneje postal izhodišče za ameriško naravoslovko Diano Fossey, ki je raziskovala gorile. Prispela je leta 1967 in med Karisimbijem in Bisokeim ustanovila raziskovalni center Karisoke. Od takrat naprej je večino svojega časa preživela v parku in ji pripisujejo zasluge, da je rešila gorile pred izumrtjem, mednarodno skupnost pa je opozarjala na njihove stiske. Leta 1985 so jo neznani napadalci umorili na njenem domu, zločin pogosto pripisujejo divjim lovcem, proti katerim se je vse življenje borila. Fosseyjino življenje je pozneje na velikem platnu upodobil film Gorile v megli, poimenovan po njeni avtobiografiji. Pokopana je v parku v grobu blizu raziskovalnega centra in med gorilami, ki so postale njeno življenje.
Narodni park vulkani je postal prizorišče bojev med državljansko vojno v Ruandi, leta 1992 pa je bil napaden sedež parka. Raziskovalni center je bil zapuščen in vse turistične dejavnosti (vključno z obiskom goril) so bile ustavljene. Nadaljevali so šele leta 1999, ko je bilo območje ocenjeno kot varno in pod nadzorom. V naslednjih letih je prišlo do občasnih infiltracij ruandskih upornikov Demokratičnih sil za osvoboditev Ruande, vendar jih ruandska vojska vedno hitro ustavila. Domneva se, da ni nevarnosti za turizem v parku.
Znotraj meja Narodnega parka vulkanov sta tudi prvobitni gozd Buhanga Eco-Park in jame Musanze, ki so nastale po zadnje ocenjenem vulkanskem izbruhu pred 62 miljoni leti.

## Rastlinstvo in živalstvo

### Rastlinstvo
Vegetacija se zaradi velike nadmorske višine znotraj parka precej razlikuje. Obstaja nekaj nižjega gorskega gozda, ki je danes večinoma izgubljen zaradi kmetijstva. Med 2400 in 2500 m uspeva gozd Neoboutonia. Od 2500 do 3200 m se pojavlja gozd Arundinaria alpina (bambus), ki pokriva približno 30 % površine parka. Od 2600 do 3600 m, predvsem na bolj vlažnih pobočjih na jugu in zahodu, uspeva gozd Hagenia-Hypericum, ki pokriva približno 30 % parka. Tu je tudi eden največjih gozdov Hagenia abyssinica. Za vegetacijo od 3500 do 4200 m so značilne Lobelia wollastonii, L. lanurensis in Senecio erici-rosenii in pokriva približno 25 % parka. Od 4300 do 4500 m se pojavljajo travišča. Pojavljajo se tudi sekundarne gmajne, travniki, barja, močvirja in jezerca, vendar je njihova skupna površina relativno majhna.

### Živalstvo
Park je najbolj znan po gorski gorili (Gorilla beringei beringei). Drugi sesalci so še zlata opica (Cercopithecus mitis kandti), črnočeli duker (Cephalophus niger), kafrski bivol (Syncerus caffer), lisasta hijena (Crocuta crocuta) in antilopa Tragelaphus scriptus. Ocenjuje se, da populacija antilop šteje med 1760–7040 živali. V parku naj bi bili tudi afriški sloni, čeprav so ti zdaj zelo redki. Zabeleženih je 178 vrst ptic z najmanj 13 vrstami in 16 podvrstami, ki so endemične za pogorji Virunga in Ruvenzori.

## Razširitev
Leta 2022 je vlada Ruande objavila načrte za razširitev tega narodnega parka s 13.000 ha na 23.000 ha. Od novih 10.000 ha se bodo dejavnosti parka razširile na predvidenih novih 3740 ha, ocenjenih 6260 ha pa bo uporabljenih za ustvarjanje varovalnega pasu med narodnim parkom in okoliškimi naselji. Varovalni pas se bo uporabljal za kmetijstvo, zlasti gozdarstvo, kar bo koristilo parku in ljudem skupaj. Pričakovati je, da bo ta ureditev zmanjšala »konflikte med človekom in divjadjo za 80 odstotkov«. Dela naj bi se začela leta 2022 in trajala pet let, s proračunom 255 milijonov USD. Ruandski razvojni odbor je napovedal, da se bo pilotni program začel leta 2024.